# Trichosporum fuscescens
Trichosporum fuscescens är en svampart som beskrevs av Cooke & Harkn. 1884. Trichosporum fuscescens ingår i släktet Trichosporum och familjen Piedraiaceae.   Inga underarter finns listade i Catalogue of Life.